# Lesley Langley
Lesley Langley (sinh 26 tháng 3 năm 1944) đến từ Weymouth, Anh. Bà là Hoa hậu Vương quốc Anh đồng thời là Hoa hậu Thế giới 1965. Langley trở thành người phụ nữ thứ ba từ Vương quốc Anh chiến thắng trong cuộc thi Hoa hậu Thế giới.
Bà từng học trường Hải quân Hoàng gia ở Wokingham, Berkshire (nay là trường Cao đẳng Bearwood) trong những năm 50. Trong nhiệm kỳ của mình bà đã gặp Alan Jazz sau đó thì họ đã kết hôn và có một con gái tên là Cleo. Sau đó họ ly dị và hiện nay Langley đang làm việc trong ngành nha khoa.
| Tứ đại Hoa hậu (1965)             | Tứ đại Hoa hậu (1965)           | Tứ đại Hoa hậu (1965)         | Tứ đại Hoa hậu (1965)     |
| --------------------------------- | ------------------------------- | ----------------------------- | ------------------------- |
| Hoa hậu Hoàn vũ Apasra Hongsakula | Hoa hậu Thế giới Lesley Langley | Hoa hậu Quốc tế Ingrid Finger | Hoa hậu Trái đất không có |